# 福岡市地下鉄七隈線
七隈線（ななくません）は、福岡県福岡市西区の橋本駅から同市博多区の博多駅までを結ぶ、福岡市交通局が運営する鉄道路線（地下鉄）である。「福岡市交通事業の設置等に関する条例」による路線名は3号線、鉄道要覧記載の路線名は3号線（七隈線）。ラインカラーは   DIC-2568（系統色名：青みの緑）。路線記号は○N。

## 概要
日本で4番目に開業した鉄輪式リニアモーターミニ地下鉄である。これまで軌道系交通機関がなかった福岡市西南部と同市の都心部を結ぶ路線として計画され、2005年（平成17年）2月3日に橋本駅 - 天神南駅間、2023年（令和5年）3月27日に天神南駅 - 博多駅間が開業した。
都心部の六本松駅 - 天神南駅間はかつて路面電車の西日本鉄道（西鉄）福岡市内線が走っていた道路である城南線や渡辺通り（福岡県道602号）の地下を通っている。沿線に中村学園大学、福岡大学などの大きな大学があり、朝夕のラッシュ時に都心へ向かう通勤客と反対の方向にも通学客を中心に利用が多い路線である。沿線の大学への通学利用が多く、講義開始時・終了時には、七隈線車内が混雑（福大前駅 - 博多駅間）している。
開業時からすべての駅にホームドア（三菱電機製）が設置されている。また、券売機や改札機など駅の諸施設に徹底したユニバーサルデザインが取り入れられている。2005年（平成17年）には、「地下鉄七隈線トータルデザイン」に対して日本サインデザイン協会のSDA大賞が、同「音サインシステム」に同SDA賞奨励賞が与えられている。2006年（平成18年）には、七隈線車両に対して鉄道友の会からローレル賞が与えられている。2010年（平成22年）には、同「トータルデザイン」に対して土木学会デザイン賞優秀賞が与えられている。
日本で当線よりも前に開業したリニアモーターミニ地下鉄では車両基地も含めて全線地下にしていたが、当線の橋本車両基地は地上に設置され、非営業区間ながら初の地上区間となった。
軌間は狭軌（1,067 mm）を採用している空港線・箱崎線とは異なり、標準軌（1,435 mm）を採用している。
七隈線は空港線・箱崎線とは交差していないが、2023年に開業した区間は天神南駅の東側で那珂川と博多川を地下でくぐっており、既存のJR博多シティなどの下を通るために深めに造られており、櫛田神社前駅と博多駅のホームは地下25メートル以下に位置している。

### 愛称について
「七隈線」の愛称は一般公募されたもので、公募順位第1位は「城南線」（886件）、公募順位第2位「福大線」（731件）、公募順位第3位「七隈線」（263件）だった。
公募で第3位であった「七隈線」が選定された理由としては、「七隈」が鎌倉時代から続く歴史的な地名であること、七隈が路線の中央に近いことなどが挙げられている。

### 路線データ
- 管轄（事業種別）：福岡市交通局（第一種鉄道事業者）
- 路線距離（営業キロ）：橋本駅 - 博多駅間 13.6 km
- 軌間：1,435 mm（標準軌）
- 駅数：18駅
- 複線区間：全線
- 電化区間：全線（直流1,500 V）
- 閉塞方式：車内信号式
- 最高速度：70 km/h[1]
- 1編成当たり両数：4両
- ホーム最大対応編成両数：6両
- 2020年度の混雑率：102 %（桜坂駅→薬院大通駅 8:00 - 9:00）[8]
- 2022年度の混雑率：113.3 %（桜坂駅→薬院大通駅 8:00 - 8:59）[9]

## 運行形態
平日は朝ラッシュ時3分15秒間隔、昼間7.5分間隔、夕方5分間隔で、土曜・休日は終日7.5分間隔で運転される。全列車が橋本 - 博多間の通し運転である。博多駅で橋本発の終電が夜間滞泊する。
非常時や訓練時を除き、自動列車運転装置 (ATO) による自動運転で運行されている。

## 車両
急曲線・急勾配に対応した鉄輪式リニアモーターを採用している。ATOによるドライバーレスシステムを採用しているが、現在、乗務員が乗車しており、運転装置も装備している。車内には、走行位置をランプで示す電子式路線図や、次の停車駅名を表示する電光掲示板、動画映像を放映する液晶テレビモニターが備え付けられている。
なお、進行方向と逆の運転席は開放され、自由に座ることができた（ただし運転装置はカバー内に収納される）が、2020年2月以降、進行方向と逆になるときも運転席は開放せず常時乗客の立入が禁止となった。

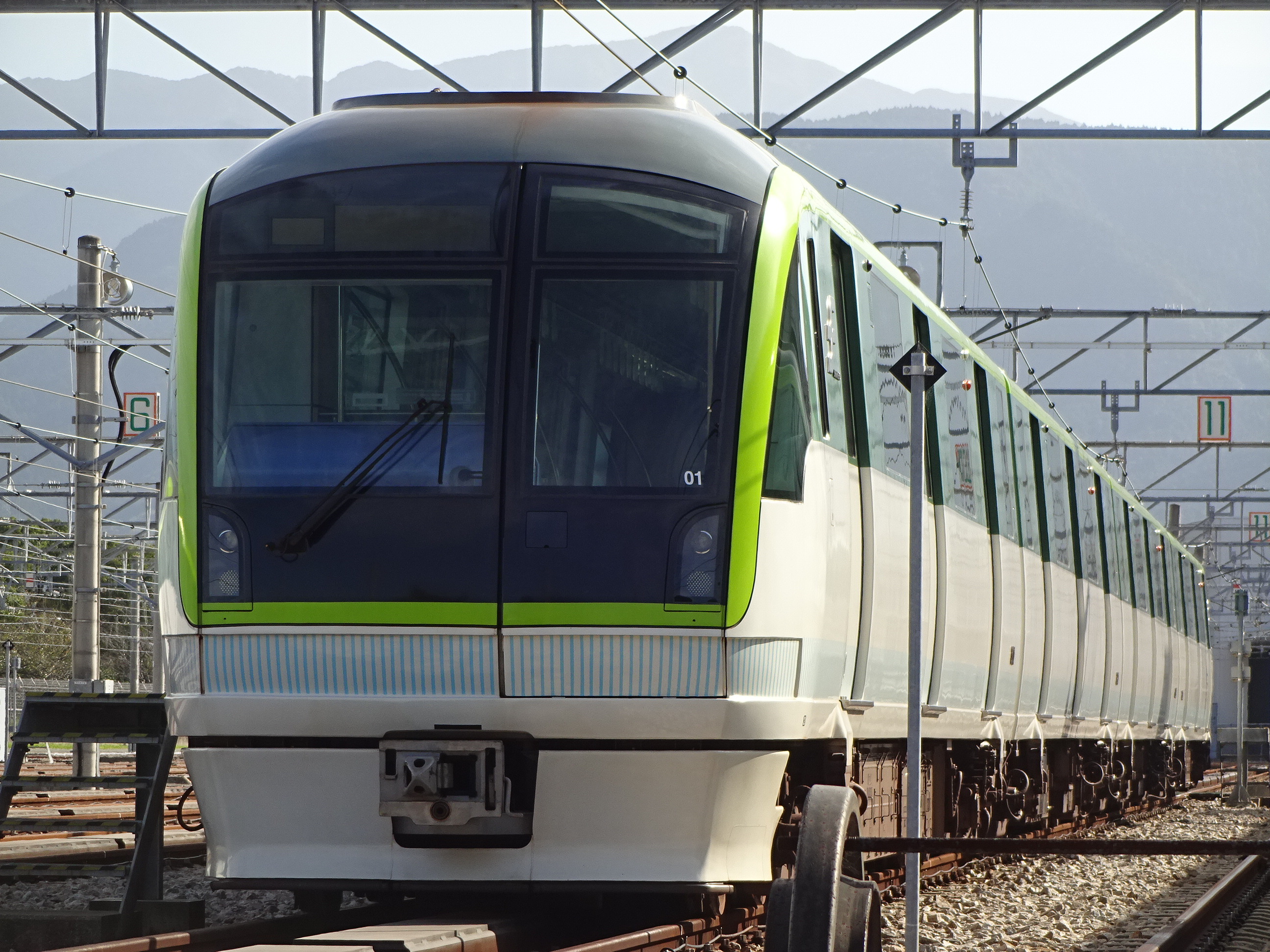
3000系
2005年の開業時から運用開始。1編成4両編成で2020年時点において17編成68両が在籍している[14]。
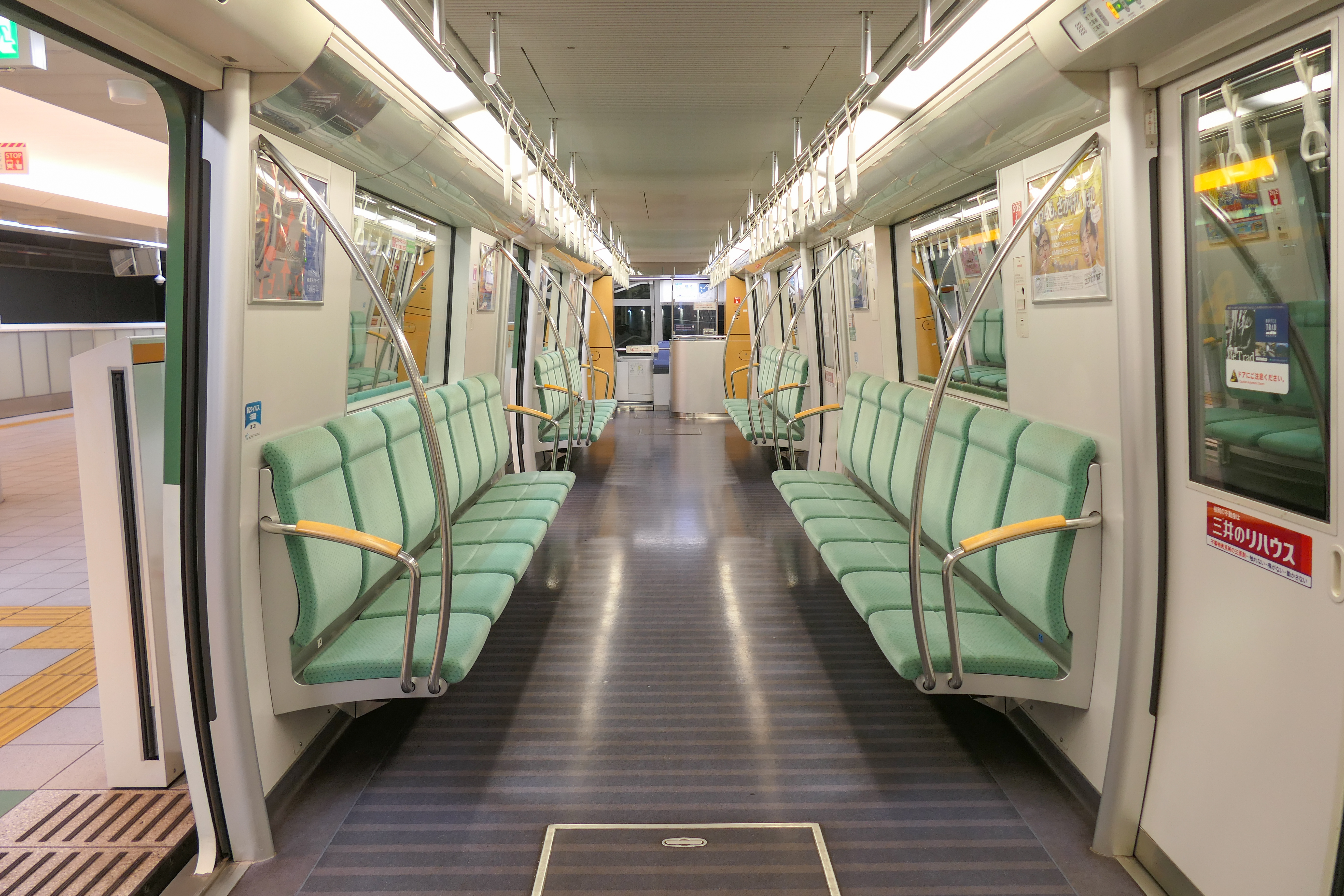
3000A系
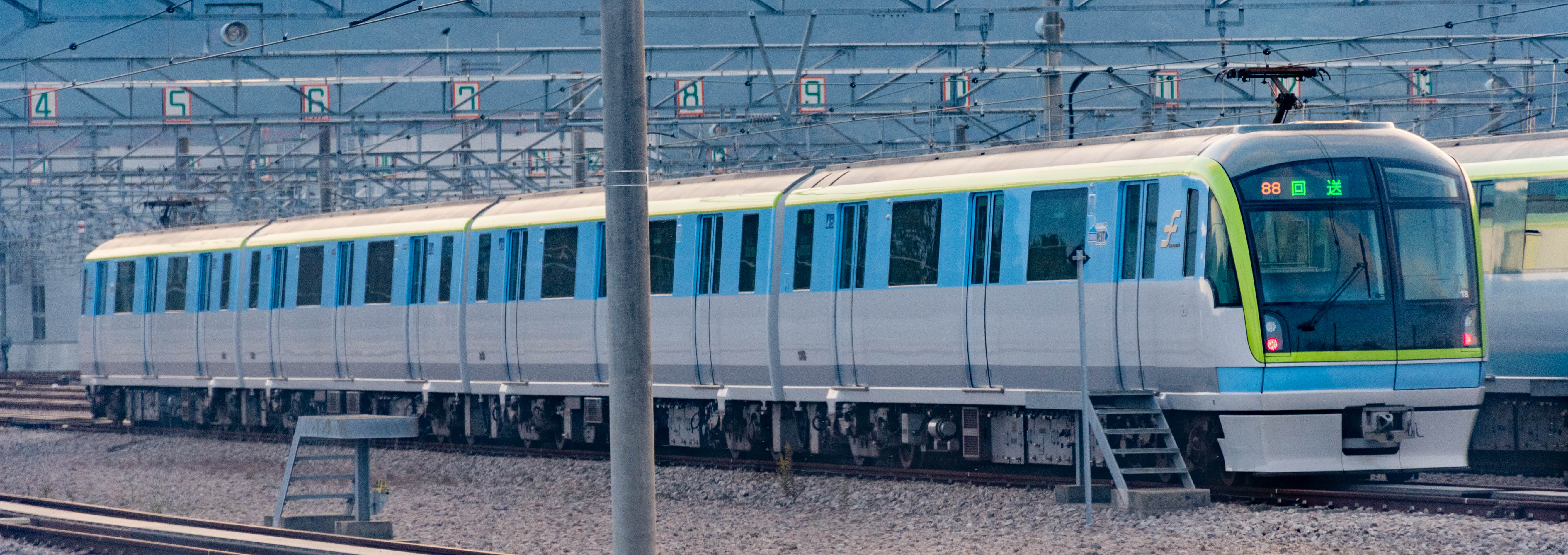
3000A系
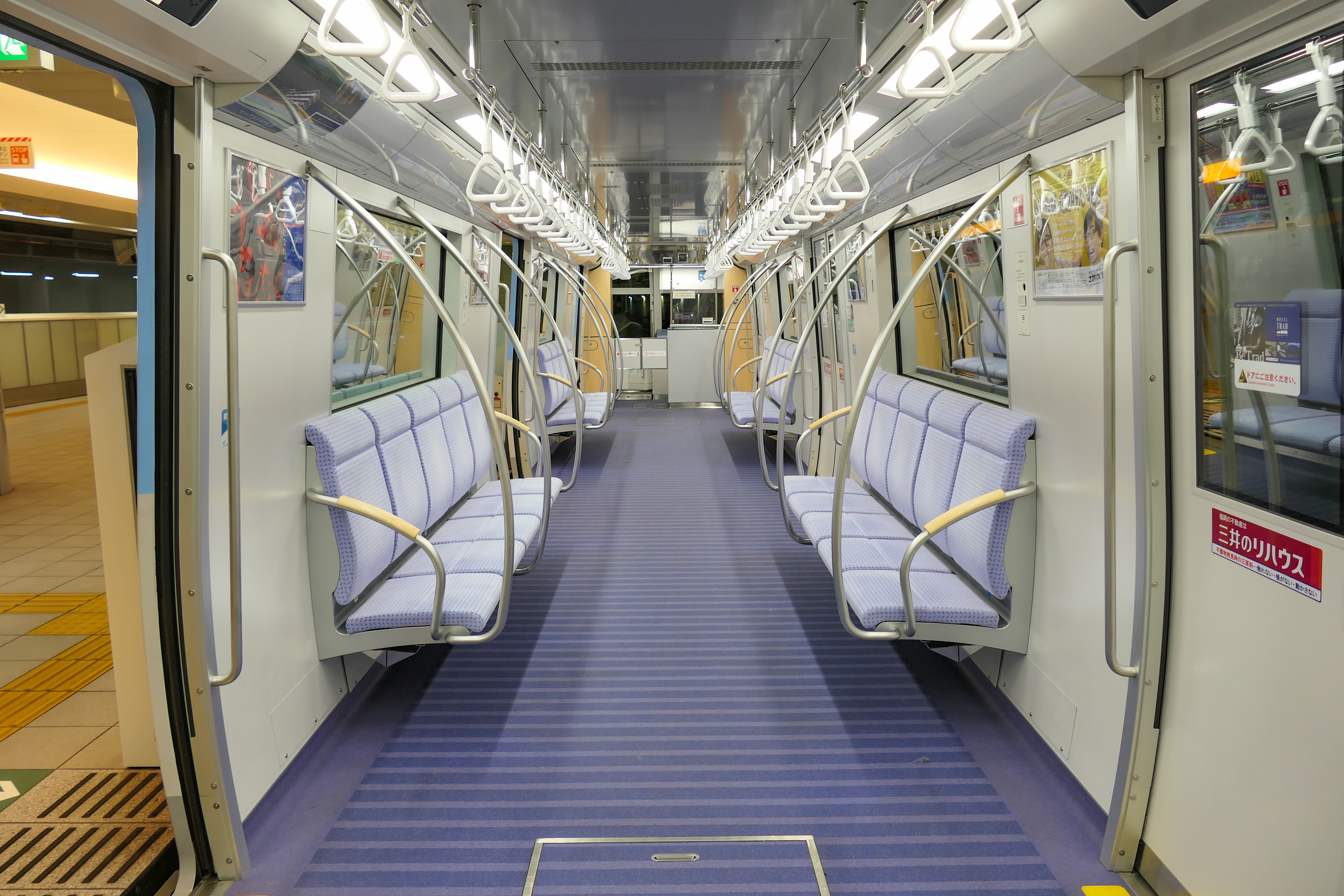
3000A系　車内
2022年度の博多駅延伸のために導入された車両[15]。両先頭車のみ座席を3000系の7人がけから5人がけに短縮して出入口付近のスペースを大きく取り乗降をスムーズにするほか、立ち座りを楽にするための座面の60 mm嵩上げ、吊手の増設と形状変更、液晶式車内案内表示器の設置など、ユニバーサルデザインに配慮した。また、手すりや座席に抗菌・抗ウイルス素材を使用し、吊革・手すりなど乗客の手が触れる可能性がある箇所には抗菌・抗ウイルス剤のコーティングが施される[15]。
2022年2月9日より営業運転開始[16]。2022年12月までに4編成16両が導入された[17]。

- 3000系
- 3000系 車内
- 3000A系
- 3000A系　車内

## 利用状況
1994年度の鉄道事業免許申請時に実施した需要予測調査では、目標年次2006年度において1日14万9806人の乗車人員を想定していた。その後、沿線開発の状況変化やパーソントリップ調査の結果を踏まえて、2002年度には目標年次2005年度において1日11万0957人へと下方修正し、開業から10年後にあたる2015年度には単年度黒字に転換する計画に修正した。
しかし、開業翌年度の実績値は約4万4000人と、見直し後の予想乗車人員の半分にも満たず、沿線の住宅開発も当初予想ほど進まなかったことなどから利用は低迷していた。これを受け福岡市では収支計画の見直しを進め、それまで2009年度に11万8000人、ピーク時の2034年度に15万3000人としていた1日の乗車人員数の予測を、2009年度に6万5000人、ピークは1年早くなり2033年度で9万1000人へと下方修正した。この見直しに伴い、七隈線の単年度黒字の達成は2015年度から2029年度に、累積赤字の解消時期は2026年から2069年へと43年間先送りすることとなった。変更後、2009年度に1日6万5000人とした乗車人員数の計画も実際には達成できていない状況であったが、2015年に初めて輸送実績が予想を上回った。
2023年3月27日に天神南-博多間が延伸開業したことに伴い、七隈線の利用者は大きく増加。コロナ禍以前の平均利用者数は1日約8万人だったが、延伸開業後の4月-10月は1日約12万人となりピーク時の平均混雑率は最大130%となった。利用者の急増に対応するため福岡市交通局は2023年7月25日にダイヤ改正を実施し、ラッシュ時の混雑緩和に向けた増便を行った。さらに2024年3月23日にもダイヤ改正を行い、予備車両を投入してラッシュ時に増便した。2027年度までにさらに4編成を投入して増便が予定されている。
開業以降の輸送実績を下表に記す。2022年度までの乗車人員には空港線・箱崎線との乗継人員を含む。また、2004年度の輸送実績は2005年2月3日の開業から同年3月31日まで計57日間の平均値である。当初予測および2009年度見直し予測は、延伸計画決定や陥没事故発生以前の予測である。
| 年度                 | 輸送実績 | 当初予測  | 2009年度 見直し予測   | 出典・注釈           |
| -------------------- | -------- | --------- | --------------------- | -------------------- |
| 2004年（平成16年）度 | 47,784   | -         | -                     | [ 26 ]               |
| 2005年（平成17年）度 | 43,697   | -         | -                     | [ 27 ]               |
| 2006年（平成18年）度 | 51,909   | -         | -                     | [ 28 ]               |
| 2007年（平成19年）度 | 56,530   | -         | -                     | [ 28 ]               |
| 2008年（平成20年）度 | 59,683   | -         | -                     | [ 20 ]               |
| 2009年（平成21年）度 | 60,976   | 約118,000 | 65,200                | [ 19 ] [ 20 ] [ 29 ] |
| 2010年（平成22年）度 | 62,917   | -         | 69,112                | [ 29 ] [ 30 ]        |
| 2011年（平成23年）度 | 66,659   | -         | 71,876                | [ 29 ] [ 30 ]        |
| 2012年（平成24年）度 | 68,183   | -         | 72,868                | [ 29 ] [ 31 ]        |
| 2013年（平成25年）度 | 71,437   | -         | 73,874                | [ 29 ] [ 31 ]        |
| 2014年（平成26年）度 | 74,888   | -         | 74,893                | [ 29 ] [ 32 ]        |
| 2015年（平成27年）度 | 77,523   | -         | 75,927                | [ 29 ] [ 33 ]        |
| 2016年（平成28年）度 | 82,386   | -         | 76,831                | [ 29 ] [ 33 ]        |
| 2017年（平成29年）度 | 87,015   | -         | 77,745                | [ 29 ] [ 34 ]        |
| 2018年（平成30年）度 | 91,287   | -         | 78,670                | [ 29 ] [ 34 ]        |
| 2019年（令和元年）度 | 93,065   | -         | -                     | [ 29 ] [ 34 ]        |
| 2020年（令和2年）度  | 61,822   | -         | -                     | [ 29 ] [ 34 ]        |
| 2021年（令和3年）度  | 69,599   | -         | -                     | [ 29 ] [ 34 ]        |
| 2022年（令和4年）度  | 80,095   | -         | -                     | [ 29 ] [ 34 ]        |
| 2023年（令和5年）度  | 126,202  |           | 83,092                | [ 29 ] [ 35 ]        |
| 2023年度             | -        | -         | 83,092                | [ 29 ]               |
| 2028年度             | -        | -         | 87,088                | [ 29 ]               |
| 2029年度             | -        | -         | 87,854                | [ 29 ]               |
| 2033年度             | -        | -         | 90,988                | [ 29 ]               |
| 2034年度             | -        | 約153,000 | 以降前年の 水準を維持 | [ 19 ] [ 29 ]        |

## 歴史
- 1971年（昭和46年）3月：都市交通審議会答申第12号において「高速鉄道路線の新設」答申[36]。
- 1986年（昭和61年）3月：第2回北部九州圏パーソントリップ調査において「西南部公共交通施設」提案[36]。
- 1988年（昭和63年）4月：福岡市総合計画において「都心部と西南部を結ぶ新しい交通機関の早期導入を図る」と記載[36]。
- 1989年（平成元年）10月：九州地方交通審議会答申第4号において「西南部中央部と都心部とを結ぶ都心放射状の鉄軌道系輸送機関の導入について、地元自治体を含め検討を図る」を答申[36]。
- 1992年（平成4年）4月 - 1994年（平成6年）3月：地下鉄3号線に関する本格的な導入計画調査を実施[36]。
- 1994年（平成6年）12月：橋本駅 - 天神南駅間新規補助事業採択[36]。
- 1995年（平成7年）
  - 3月：橋本駅 - 天神南駅間鉄道事業免許申請[36]。
  - 6月：橋本駅 - 天神南駅間鉄道事業免許取得[36]。
- 1996年（平成8年）
  - 9月：橋本駅 - 天神南駅間工事施行認可取得[36]。
  - 10月：都市計画決定[36]。
- 12月：橋本駅 - 天神南駅間着工[36]。
- 1997年（平成9年）1月：橋本駅 - 天神南駅間起工式[36]。
- 2000年（平成12年）6月20日：薬院3丁目の城東橋西交差点付近の建設現場で道路陥没事故が発生[37][38]。
- 2003年（平成15年）6月20日：路線名称を「七隈線」と決定[39][7]。
- 2005年（平成17年）
  - 1月：橋本駅 - 天神南駅間竣工。
  - 2月3日：橋本駅 - 天神南駅間開業。全駅が業務委託駅。天神南駅と空港線の天神駅が改札外での乗換駅となる。
- 2009年（平成21年）3月7日： ICカードはやかけん、全駅で導入。
- 2011年（平成23年）3月2日：空港線・箱崎線と共に全駅で駅ナンバリング（駅番号制）を表示[40][41]（同年1月24日から、各駅に順次表示[42]）。
- 2012年（平成24年）6月11日：天神南駅 - 博多駅間鉄道事業許可取得。
- 2013年（平成25年）
  - 4月11日：天神南駅 - 博多駅間工事施行認可取得。
  - 12月5日：天神南駅 - 博多駅間着工。
- 2014年（平成26年）
  - 2月12日：天神南駅 - 博多駅間起工式。
  - 10月27日：博多警察署入口交差点付近の延伸工事現場で道路陥没事故が発生[37][43]。
- 2016年（平成28年）11月8日：博多駅前2丁目交差点付近の延伸工事現場で道路陥没事故が発生（博多駅前道路陥没事故）[44][45]。
- 2019年（平成31年）3月20日：列車接近メロディを導入[46]。
- 2021年（令和3年）7月1日：延伸区間の駅名について、終点を仮称どおり「博多駅」に、中間駅（新駅）を「櫛田神社前駅」にすることを発表[47]。
- 2022年（令和4年）2月9日：3000A系電車営業運転開始[16]。
- 2023年（令和5年）3月27日：天神南駅 - 博多駅間が延伸開業[3][4][48]。天神南駅と空港線の天神駅の改札外乗継制度を廃止[49]。

## 延伸計画
博多駅方面への延伸や、天神南駅から中洲川端駅を経て築港方面を結ぶ計画があり、博多駅方面へは薬院駅（渡辺通一丁目交差点付近）から分岐して結ぶ計画であった。博多駅方面への延伸は利用客からも要望が多く、天神南駅から集客力の高いキャナルシティ博多付近を経由して博多駅とを結ぶ構想 も浮上した。
2010年（平成22年）1月には福岡市が各ルートについて開業後30年の費用対効果を試算した結果、天神南駅から中洲、キャナルシティ博多付近経由で博多駅まで延伸する案が最有力となったことが明らかになった。2月の市議会本会議で報告され、その後事業化が決定された。早ければ国への事業許可申請から10年後の2020年度の開業を見込んでいた。2011年（平成23年）7月11日には地元経済界を中心とした「福岡市地下鉄七隈線延伸促進期成会」が結成された。
2011年（平成23年）11月7日の福岡市発表では、延伸線はキャナルシティ博多付近を通り博多駅までの1.4kmの計画とされた。途中駅はキャナルシティ博多に近い祇園町南西のはかた駅前通り下に、また、博多駅博多口前の住吉通りとはかた駅前通りの交差点下付近の、地下25メートルの深度に新駅が、それぞれ建設される予定となった。また、延伸線の開業予定は2020年とされた。同年12月24日に閣議決定された2012年度政府予算案で延伸のための調査費が盛り込まれ事業化に一定のめどが付き、2012年（平成24年）6月11日に鉄道事業許可を取得。2014年（平成26年）2月12日、起工式が行われた。
2022年（令和4年）11月21日に福岡市の高島宗一郎市長が、七隈線を福岡空港国際線ターミナルまで延伸する方向で検討していることが明らかになった。博多駅から筑紫通りを通って、山王地区に中間駅を設置。さらに、きよみ通りを通って福岡空港国際線まで延伸するルートが想定されている。この延伸が実現すると、福岡空港の国内線と国際線の両方のターミナルビルから、ターミナル駅である博多駅まで約5分で移動可能となる。

### 延伸事業中に発生した陥没事故

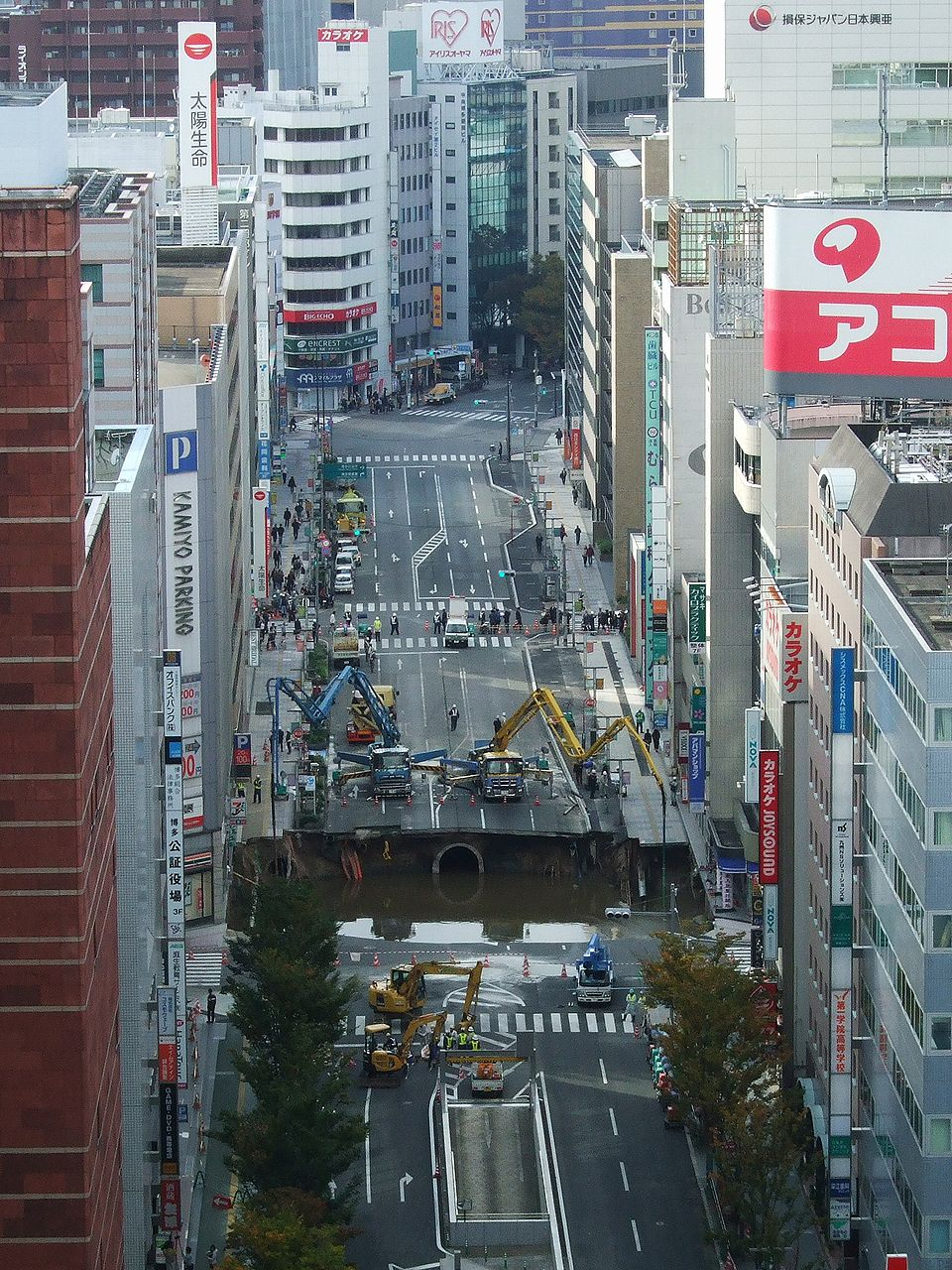
2016年11月8日に陥没したはかた駅前通り

これまでに、当線新設工事中の2000年（平成12年）、さらに延伸工事中の2014年（平成26年）および2016年（平成28年）の計3度、道路陥没事故が発生している。特に、2016年11月8日に発生した博多駅延伸工事における博多駅前2丁目交差点付近での大規模な道路陥没事故は、全国的にも大きく報道された。陥没現場地下の電気・ガス・上下水道管が崩落して切断され、周辺のライフライン、企業の営業等にも影響が及んだ。現場周囲の道路は終日通行止めとなり、陥没箇所に近接する建物に一時避難勧告が発令された。また、避難中に1名が負傷した。同日、福岡市は地下鉄工事との関連を認めて謝罪した。
事故原因を究明する国土交通省の第三者委員会に提出された事故報告書（案）によると、事故発生当時、地下工事現場ではトンネル掘削の際の補強工事中に異常出水が見られ、上部から崩落してきた地下水混じりの土砂が「津波のように押し寄せてきた」などの証言が見られた。事故後に改めて行われた地質調査によって、掘削現場の岩盤上部において、想定よりも岩盤厚さが薄かったこと（想定約3mに対し約2m）、さらに風化し亀裂や脆弱な箇所があったと考えられること、岩盤の上には地下水により水圧の掛かった砂質層があり、岩盤の掘削により水漏れや崩落が連続して大規模な陥没に繋がった事が判明した。岩盤の脆弱な部分の位置とその程度、上部から掛かる水圧等による耐力の評価が不十分であったと指摘し、また地盤改良工法が不十分であったこと、更に設計変更によりトンネル天井の扁平度増加により強度が低下したことや、施工中に鋼管を一部切断した事により強度不足となった事が間接的な要因として考えられると結論づけた。
2017年（平成29年）6月には、工事再開に向けた調査工事が開始された。また、発注者である福岡市と大成建設を主体とするJVとの間で、陥没部の埋め戻しその他の工事費用、周辺の企業等の営業補償等をJVが全額負担するとの合意に達した。埋め戻し工事費用に約1.3億円。営業補償は、6月時点で当事者の8割と合意しており、約3.7億円。ライフライン復旧費用に約6000万円。補償額は合計で既に約5.6億円にのぼっており、今後も増える見通し。なお、再開以降の工事費についてはこれまでどおり発注者である福岡市が負担した。
当初の延伸開業予定は2020年度とされていたが、この陥没事故の影響により開業時期を2022年度に変更することが決定された（後に2023年3月開業予定と発表）。これにより将来の乗車人員予測、収支計画や債務償還計画に影響が出ると見られている。
2022年（令和4年）8月31日に、開業日を2023年3月27日とすることが発表された。令和時代の日本で初の地下鉄開業となった。
| 発生日時                 | 場所                    | 道路                                    | 位置                                   | 陥没規模 | 陥没規模 | 陥没規模 | 備考                        | 典拠                 |
| 発生日時                 | 場所                    | 道路                                    | 位置                                   | 幅       | 長さ     | 深さ     | 備考                        | 典拠                 |
| ------------------------ | ----------------------- | --------------------------------------- | -------------------------------------- | -------- | -------- | -------- | --------------------------- | -------------------- |
| 2000年6月20日 16時50分頃 | 中央区薬院3丁目         | 城南線 城東橋西交差点付近               | 北緯33度34分53.1秒 東経130度23分56.3秒 | 05m      | 10m      | 08m      | 橋本駅 - 天神南駅間工事     | [ 37 ] [ 38 ] [ 77 ] |
| 2014年10月27日 17時頃    | 博多区祇園町            | はかた駅前通り 博多警察署入口交差点付近 | 北緯33度35分26.2秒 東経130度24分46.5秒 | 03m      | 03m      | 03m      | 天神南駅 - 博多駅間延伸工事 | [ 37 ] [ 43 ] [ 78 ] |
| 2016年11月8日 5時20分頃  | 博多区博多駅前2 - 3丁目 | はかた駅前通り 博多駅前2丁目交差点付近  | 北緯33度35分23秒 東経130度24分59.5秒   | 27m      | 30m      | 15m      | 天神南駅 - 博多駅間延伸工事 | [ 44 ] [ 45 ]        |

### 経過措置
天神駅・天神南駅で空港線・箱崎線と七隈線を乗り継ぐ場合の乗車料金（運賃）は、120分以内なら乗車距離を通算して算出できる特例があったが、延伸開業に伴い、この乗り継ぎが原則廃止され、乗車方法や料金が変化するため、以下のような経過措置が講じられる。
- 延伸開業前から有効な、空港線と七隈線を乗り継ぐ定期券については、開業後には博多駅乗り換えでの乗車も可能となる。ただし、券面区間にない駅での途中下車は別料金が必要となる。また、同じ効力の定期券を（継続も含め）延伸開業後に購入することはできない。
- 延伸開業で値上げとなる区間[注釈 4]について、
  - 定期券については、天神経由特別定期券（料金は従来どおり、博多駅乗り換えの乗車は不可）を、期間限定で（通勤定期券は2024年3月末まで、通学定期券は2026年3月末まで）発売する[注釈 5]。
  - はやかけんで当該区間を博多経由で[注釈 6]乗車した場合、値上げ額のうち半額をポイントとして還元する（2024年3月末まで）。

## 駅一覧
- 全駅福岡県福岡市内に所在。
- 開業時より全駅の現場的業務は委託されている[注釈 7][79]。2024年度現在は管区毎に日本通運福岡支店[80]、JR九州サービスサポート[81]に委託され、正規職員は助役以上の職員のみである[82]。
- シンボルマークの由来については各駅の記事を参照。

| 駅番号 | 駅名                      | 営業キロ | 営業キロ | 接続路線 | シンボルマーク                 | 駅識別カラー | 所在地 |
| 駅番号 | 駅名                      | 駅間     | 累計     | 接続路線 | シンボルマーク                 | 駅識別カラー | 所在地 |
| ------ | ------------------------- | -------- | -------- | --- | ------------------------------ | ------------ | ------ |
| N01    | 橋本駅                    | -        | 0.0      | | 飯盛山とモミジ                 | DIC-121      | 西区   |
| N02    | 次郎丸駅                  | 1.0      | 1.0      | | ホタル                         | DIC-641      | 早良区 |
| N03    | 賀茂駅                    | 0.7      | 1.7      | | ナマズ                         | DIC-455      | 早良区 |
| N04    | 野芥駅                    | 0.9      | 2.6      | | 水上に浮かぶツバキ             | DIC-2486     | 早良区 |
| N05    | 梅林駅                    | 0.8      | 3.4      | | 梅の花とつぼみ                 | DIC-50       | 城南区 |
| N06    | 福大前駅                  | 0.9      | 4.3      | | トンビと学生帽                 | DIC-641      | 城南区 |
| N07    | 七隈駅                    | 0.6      | 4.9      | | 六角形の車7つ                  | DIC-455      | 城南区 |
| N08    | 金山駅                    | 0.8      | 5.7      | | 三角形（「金」の図案化）と虹   | DIC-121      | 城南区 |
| N09    | 茶山駅                    | 0.8      | 6.5      | | 茶の新芽                       | DIC-2554     | 城南区 |
| N10    | 別府駅                    | 1.0      | 7.5      | | 別府大橋跨線橋と雲             | DIC-641      | 城南区 |
| N11    | 六本松駅 （科学館前）     | 0.8      | 8.3      | | 松の木                         | DIC-2554     | 中央区 |
| N12    | 桜坂駅                    | 0.9      | 9.2      | | 桜の花びら                     | DIC-50       | 中央区 |
| N13    | 薬院大通駅 （動植物園口） | 1.0      | 10.2     | | ゾウと花                       | DIC-121      | 中央区 |
| N14    | 薬院駅                    | 0.6      | 10.8     | 西日本鉄道：T 天神大牟田線（T02） | 乳鉢と乳棒                     | DIC-2554     | 中央区 |
| N15    | 渡辺通駅                  | 0.5      | 11.3     | | 路面電車                       | DIC-2486     | 中央区 |
| N16    | 天神南駅                  | 0.7      | 12.0     | 西日本鉄道：T 天神大牟田線（西鉄福岡（天神）駅：T01）                                                                                     | 「通りゃんせ」で遊ぶ子どもたち | DIC-50       | 中央区 |
| N17    | 櫛田神社前駅              | 1.0      | 13.0     | | 銀杏の葉と舁き縄               | DIC-121      | 博多区 |
| N18    | 博多駅                    | 0.6      | 13.6     | 福岡市地下鉄： 空港線（K11） 九州旅客鉄道： 九州新幹線・ 鹿児島本線・ 篠栗線（福北ゆたか線）（00） 西日本旅客鉄道： 山陽新幹線・■博多南線 | 博多献上模様                   | DIC-2486     | 博多区 |